# Mareja obtusior
Mareja obtusior är en insektsart som beskrevs av Fowler 1900. Mareja obtusior ingår i släktet Mareja och familjen dvärgstritar. Inga underarter finns listade i Catalogue of Life.